# Josep Maria Mauri
Josep Maria Mauri i Prior (* 1941 in Alzina de Moror, Comarca Pallars Jussà) ist ein spanischer römisch-katholischer Priester. Er war Generalvikar und Bischofsvikar für wirtschaftliche Angelegenheiten der Diözese Urgell. Er war zudem persönlicher Repräsentant des Bischofs von Urgell Joan Enric Vives i Sicília in dessen Funktion als Kofürst von Andorra und somit Vertreter des bischöflichen Staatsoberhauptes des Fürstentums Andorra.

## Werdegang
Mauri wurde 1941 in Alzina de Moror in der Comarca Pallars Jussà geboren. 1965 erhielt er die Priesterweihe. Er studierte Philosophie und Theologie am Seminar in Urgell und erwarb das Lizenziat für Kirchengeschichte der Päpstlichen Universität Gregoriana in Rom sowie das Lizenziat der Philosophischen Fakultät der Universität Barcelona im Fachbereich Geschichte.
Danach war er fünf Jahre lang Vikar von Andorra la Vella und hatte auch weitere kirchliche Funktionen inne.
Von 1994 bis 2002 war er Geschäftsführer des Caritas-Verbandes der Diözese Urgell. Von 1997 bis 2003 war er Pfarrer und Erzpriester von Tremp.
Seit 2003 ist er Bischofsvikar und Schatzmeister der Diözese Urgell, Kanoniker in La Seu d’Urgell, Mitglied des Kirchenrats und des Verwaltungsrats in Urgell und Beauftragter der Diözese Urgell für das kulturelle Erbe.
Im Jahr 2010 wurde er Generalvikar der Diözese und Stellvertreter des persönlichen Repräsentanten des Bischofs als Kofürst von Andorra. Am 20. Juli 2012 übernahm er das Amt des persönlichen Repräsentanten vom vorherigen Amtsinhaber Nemesi Marqués Oste.